# Åsbrink & Co
AB Åsbrink & Co var en ledande tillverkare av vägvältar, sopmaskiner, snöplogar, väghyvlar, målningsmaskiner, svarvar och kompressorer hemmahörande i Malmö. Företaget, som grundades 1931, hade från 1950 även en filial där hydrauliska lättmetallbrandstegar tillverkades i Huddinge (Huddingeverken) utanför Stockholm. Försäljningskontor fanns i Göteborg och Sundsvall. Dotterföretag var AB Gjuteriverken i Vellinge och Limhamn samt AB Ventilatorverken i Malmö.
1968 såldes bolaget till investmentbolaget Företagsfinans och slogs samman med företaget Eiker i Lund och flyttade dit. Namnet blev Åsbrink-Eiker vilket senare ändrades till endast Verro. Det var företagets sopmaskinsvarumärke, vilket var ett bättre exportnamn. Det tillverkades många udda bygg- och anläggningsmaskiner som inte blev någon försäljningssuccé, och i slutet av 70-talet började kräftgången, mest beroende på att produkterna började bli omoderna och på frånvaron av nysatsningar. Lönsamheten blev sämre och sämre och 1984 gick företaget i likvidation. De bästa produktionsgrenarna såldes ut till andra företag och fabriksanläggningen övergick till annan ägare.